# Sonja Andersson
Sonja Lillemor Andersson, född 5 juli 1932 i Göteborgs domkyrkoförsamling, död 25 augusti 1976 i Göteborgs Haga församling, var en svensk författare (poet).
Sonja Andersson hade gett ut fyra diktsamlingar efter debuten 1973 med samlingen "Att äta är en kärleksakt". Hon fick bra kritik bland annat av författaren Lennart Sjögren i tidningen Land, författaren Eric S. Alexandersson i Göteborgs-Posten och lektör Gunnel Enby i Bibliotekstjänsts Bokrevy.
Bokförlaget Inferi utgav 1978 en samlingsvolym under titeln "Hälsning från mitt liv". Samlingen innehåller även efterlämnade dikter, vilka speglar författarens inre och yttre mentala styrka. I ett längre förord skriver systern, författaren och förlagsredaktören, Siv Andersson: "Som jag ser det var hon en i grunden frisk, stark och sund människa. Men hon var annorlunda. Hon höjde sig inte för tidens skevheter, hon anpassade sig inte till galenskapen, utan kämpade mot den. Och som alla annorlunda hade hon svårt att bli accepterad. Det var denna missanpassning som enligt min mening var den djupaste orsaken till hennes sjukdom."
Sonja Andersson är begravd på Kvibergs kyrkogård i Göteborg.